# リベラル
リベラル（英: liberal）とは、「自由な」「自由主義の」「自由主義者」などを意味する英語で、政治思想の分野では主に以下の3つの意味で使用されている。
- 自由主義（リベラリズム）の立場をとるさま。また、自由主義者（リベラリスト）[3][4]。「自由主義的」が「リベラル」と翻訳された[5]。自由主義的民主主義の政治体制を自由民主主義政体（リベラルデモクラシー）と呼ぶ[6][7][8][9]。西側陣営国家の右派(保守派)[6]、英米における二大政党の立場[3]であり、ソ連率いる社会主義体制に勝利した[10][6][8]。西側陣営は自由主義陣営とも言われる[11][12][13]。
- 1930年代以降のアメリカ合衆国の民主党の政治思想。新自由主義（ニューリベラリズム）とも呼ばれる。リベラリズムを支持し、その枠組の中で個人が自由であるには市場介入など政府の積極的役割が重要と考える立場（詳細は社会自由主義（ソーシャルリベラリズム））[14][3]。逆に共和党など米国の右派は自由主義の枠組みの中で更に強固なる自由を求める立場である[3]。米国左派の民主党はリベラル政党である一方で、ソ連崩壊による冷戦終結の前後には欧州における左派第一党の政党はプロレタリア独裁である社会主義政党から、議会制民主主義の社会民主主義政党へと変化した[15]。
- 日本では55年体制下で与党である自由民主党の宏池会が「リベラル」というように右派（保守）内におけるハト派に用いられる表現であり[16][17][18]、社会主義・共産主義など左派勢力は「革新[19][20][21]」と呼ばれていた。しかし、自由主義陣営の勝利・ソ連崩壊後に、国内の「左派陣営」に対する新呼称として米国二大政党の枠組みである「リベラル」という言葉が、用いられ始められた経緯がある[3][6][22][14]。ただし、以降も「保革」は広く用いられている[23][24][25][26]。

## 用語
「リベラル」とは、リベラリズムやリベラリストを指す用語である。
「リベラル」には、歴史的に大きく以下の二つの潮流がある。
1. 個人の自由や多様性を尊重する「リベラル」。当初は「権力からの自由」を重視した。ジョン・スチュアート・ミルは『自由論』で、他人に危害を加えた場合のみ自由は制限される、と共存のルールを示した。アダム・スミスは経済活動に対する国家の介入を批判し「小さな政府（レッセ・フェール）」を説いた[27]。
2. 上記に対し、放任されれば本当に自由を享受できるのか、各人の自由な人生設計を可能にするため国家の支援が必要と考える「権力による自由」の発想。20世紀の先進諸国は社会保障や福祉国家を整備した。代表的著作には理論家ジョン・ロールズの『ロールズ 政治哲学史講義』がある[27]。

上記の二潮流は、英語では同じ単語（リベラル）だが、ヨーロッパでは1の潮流、アメリカ合衆国では2の潮流を通常示す。日本では1の潮流を「自由主義」、2の潮流を「リベラリズム」と書き分けてきたが、「リベラル」や「進歩」は1990年代から日本の政治で多用され、従来の「保守 対 革新」に代わり「保守 対 リベラル」や「保守 対 進歩」が政治対立の構図を表現する言葉となった。また、池上彰は「リベラルとは左翼と呼ばれたくない人たちの自称」と述べている。
「リベラル」という言葉・シンボルの曖昧さや混乱は、「保守」など他の政治用語と同様に、言葉の理解や定義をめぐる政治的な論争や対立の結果であり、「本当のリベラル」を確定する試みはそれ自体が政治性を帯びて問題の解決にならない。また、リベラルは特定の思想や政治勢力を意味するだけでなく、リベラルが重視する個人の自由や多様性は自由民主主義社会全体の原則でもある。

## リベラリズム
リベラリズム（自由主義）は、中世的な教会や諸領主による権威や宿命論に対して、「人間には自由に判断し決定する事が可能であり、自己決定権を持つ」という政治哲学であり、18世紀ヨーロッパで啓蒙主義として広まった。当初の主題は宗教改革での信教の自由であり、三十年戦争後のヴェストファーレン条約により近代的な主権国家が誕生して、国家単位での信教の自由が確立した。このため異なる宗教を持つ間で寛容や多様性の概念が重要となった（政治的リベラリズム、多元主義）。またプロテスタント内部よりリベラリズム（自由主義神学）が発生した。
またイギリスの清教徒革命・名誉革命、アメリカ独立革命、フランス革命などの市民革命（ブルジョワ革命）によってブルジョワジーが実権を握り、アダム・スミスに代表される個人主義的な私有財産権に基づいたレッセフェールによる経済的リベラリズム（古典的リベラリズム、自由主義経済、資本主義）が進展すると、伝統的な共同体の解体、都市への人口集中、プロレタリアートとの貧富拡大や劣悪な労働条件、世界恐慌の発生など社会不安が増大し、各種の社会主義の台頭（改良主義的な社会民主主義、私有財産権の制限・廃止と暴力革命を主張する共産主義などの集産主義）、あるいは植民地獲得競争やブロック経済などが進展した（帝国主義、ファシズム、統制経済）。ジョン・メイナード・ケインズらは、リベラリズムの立場から有効需要理論を唱え、政府による金融政策や、公共事業などの財政政策により非自発的失業を最小にできると主張した。またヨーロッパ諸国では福祉国家論などが進められた（修正資本主義、混合経済）。これらの社会的公正を重視したリベラリズムは、ニュー・リベラリズムやソーシャルリベラリズムと呼ばれるようになった。（後述のように、アメリカ合衆国では単に「リベラリズム」との呼称が普及した影響で、従来の古典的リベラリストの一部はリバタリアニズムを名乗るようになった。）その後、フリードリヒ・ハイエクなど、古典的リベラリズムの復権を主張してケインズ主義などを社会主義的と批判する立場は、新自由主義（ネオ・リベラリズム）とも呼ばれるようになった。

## アメリカ政治のリベラリズム

### 背景
1930年代以降のアメリカ合衆国では、特に社会的公正や多様性を重視する自由主義の支持者が「リベラリズム」を名乗り、対立する古典的リベラリズムの一部は「リバタリアン」などを名乗るようになった。この用法はアメリカ合衆国の以下の歴史的経緯などの特殊性による用法である。
1. 1770年代の建国時に王党派が存在せず、リベラリズムが保守派となった
2. 社会主義が有力な勢力とならず、政治的な二大潮流はいずれもリベラリズムを掲げた
3. 1930年代、ニューディール政策など社会的公正を重視する自由主義の勢力が「リベラリズム」を自称して、「保守派（コンサーバティブ）」を批判した
4. 1980年代、保守（古典的自由主義、新自由主義）を掲げる自由主義の勢力が、「リベラリズム」を大きな政府・社会主義的と批判した

### 日米欧の右派左派の違い
冷戦期にアメリカの左派政党である「民主党」は他国の左派とは異なり、社会主義や共産主義を否定する自由主義(リベラリズム)を他国の右派政党のように国の根幹思想として支持した。日本では冷戦期には社会主義や共産主義派には「革新」と呼称されていたが、ソ連崩壊前後から「左派勢力」全般に「リベラル」を新呼称として使うようになった。しかし、正確にはアメリカ民主党の立場である自由主義左派への呼称が「リベラル」である。自由主義の枠のなかで、1930年代から民主党は政府による積極的経済政策・自由市場への一定の介入を支持する立場を取り、これが「リベラル」と呼ばれた。逆に、より強固な自由を求めるのが米国における「保守」の立場である。欧州の左派政党は冷戦崩壊前後に社会主義や共産主義政党から、社会民主主義政党なった。社会民主主義政党は米国民主党と立場が異なるため、「リベラル」政党とは言わない。21世紀の欧州の社会民主主義政党は、リベラルと社会民主主義の間に揺れている。英国労働党のブレア政権時の政策は保守党の自由主義政策を一部引き継ぎ、リベラルでも社会民主主義でもない「第3の道」を標榜した。
|                                | 左派                                        | 右派                                                                        |
| ------------------------------ | ------------------------------------------- | --------------------------------------------------------------------------- |
| ヨーロッパなど(16世紀～)       | リベラリズム                                | 王党派など                                                                  |
| ヨーロッパや日本など(18世紀～) | 社会主義、共産主義、社会民主主義            | リベラリズム、保守主義、権威主義など                                        |
| アメリカ合衆国                 | リベラリズム（社会自由主義） - 民主党支持層 | リベラリズム（古典的リベラリズム、リバタリアン、新自由主義） - 共和党支持層 |

### 歴史
アメリカ政治において、「リベラル」や「保守（コンサーバティブ）」との用語は、重い歴史を抱えており、複雑である。
1929年からの大恐慌の頃から、ニューディール政策など政府主導の自由主義立て直しが図られ、それを実施した民主党の人々が自分達こそ自由主義を守る自由主義者（リベラル）と自称し、「リベラル」の意味が変わった 。この考えでは、増税などで個人の自由や財産を犠牲にしても、貧困対策や医療保険制度などの拡充により、遠回りだが個人の自由を拡大するためリベラルと主張した。1950年代頃は「保守（派）」は軽蔑的な用語となった。「リベラル」を大きな政府で社会主義的と批判する立場は、ヨーロッパ的な王党派などの保守とも区別するため、リバタリアン（自由至上主義者、完全自由主義者）や古典的自由主義者と呼ばれるようになった。
1955年 ルイス・ハーツが著作『アメリカ自由主義の伝統』（リベラル・トラディション・イン・アメリカ）を出版して「アメリカには自由主義（リベラリズム）の伝統しかない」と記した際に、この本の題名の「リベラル」は建国以来の自由主義を意味したが、当時の「リベラル」派は自分たちが正統派であると証明してくれたと誤解し、保守派はハーツが自分達を応援しなかったと誤解して失望した、との現象が発生した。1950年代から1960年代にかけて「リベラル」は公民権運動など多様性を重視した運動を推進した。
ヨーロッパからアメリカ合衆国に移住したフリードリヒ・ハイエクは、エッセー「私はなぜ保守主義者ではないか」を記し、この用語の混乱はアメリカ合衆国とヨーロッパの政治伝統の違いにも起因しており、自分は保守主義者と呼ばれるがリベラル（自由主義者）であると主張した。ハイエクによると、自由主義と保守主義と社会主義はそれぞれ異なり、三角形の角のようなものである。
1980年以降、ジョン・F・ケネディ、リンドン・ジョンソン政権時代のベトナム戦争での失策や、ジミー・カーター政権時代の内政・外交での失敗の後に、ロナルド・レーガン政権の頃から「保守」の意味が変化した。レーガンは、「ルーズベルト連合」と呼ばれた労働者・農民・黒人などの少数者連合を切り離し、保守連合を形成した。規制緩和や小さな政府をスローガンに経済を立て直し、共産圏に対する強硬姿勢が功を奏し冷戦終結に向かった。これらを背景に「保守」のイメージは向上し、「リベラル（進歩派）」は軽蔑語のようになっていった。
しかし2003年以降のジョージ・W・ブッシュ政権のイラク戦争での失敗により、「保守」と「リベラル」のイメージが再び変化する可能性もある。

### 思想
アメリカ合衆国の「リベラル」に大きな影響を与え、民主党の政策を支えていた思想家にはジョン・ロールズがいる。
1958年、ロールズは論文『公正としての正義』を発表して「公正（フェアネス）」を基礎とする「正義（ジャスティス）」という概念を提示し始め、1971年の『正義論』を通じて発展していく「正義」の概念の二つの原理の原型を示した。
1. 人は他人の自由を侵さない限り、自由への最大限の権利を平等に持つ
2. 経済的・社内的に不平等が許されるとすれば、それはすべての人の利益に繋がらなくてはならない。また、他と平等でない地位があれば、だれもがそれを得る機会を平等に持つべきだ。

1971年の『正義論』では、二番目の原理は「すべての人の利益」から「最も不遇な人々に最低限の利益」と定義が発展し、哲学書としては異例の20万部のベストセラーとなった。ロールズは、自由と平等という相容れない価値をなんとか結び付け、自由を重視するアメリカ社会が失いがちな公正さを担保しようとした。
1960年代末から1970年代は、アメリカ・リベラリズムの頂点であり、没落の始まりであった。リベラル政治はケネディ政権で本格的に動き出し、ジョンソン、ニクソン政権で仕上げられた。1964年、ジョンソンは南北戦争後も南部に残る黒人差別を撤廃させる公民権法を政治手腕で成立させ、再選後に更に貧困との戦い、福祉拡大、環境保護など「偉大なる社会」の建設に突き進んだが、ベトナム戦争の泥沼に足を取られ、三選出馬を断念した。ジョンソン政権を引き継いだニクソンは共和党ながら、環境保護庁の設置、大気浄化法の強化、職業安全衛生法、包括雇用・職業訓練法や、南部の人種別学校の統合の進展、黒人の雇用促進のための積極的差別是正処置（アファーマティブ・アクション）、連邦政府事業を請け負う企業への黒人雇用義務付け、女性雇用差別解消、貧困家庭の養育費補助や学校給食などの福祉制度の大幅整備拡大など、リベラルな政策を進めた。
1960年以降、自由と平等が進化したアメリカに現れたのは、それぞれに正統を主張してやまないグループであった。ロールズの問題意識は、争いの無い安定した「共存」へと収斂していった。1993年、ロールズは第二の主著とされる『政治的リベラリズム』で「相容れることのできない宗教、思想、倫理上の教義で深刻に分断されている自由で平等な市民の間で、安定した公正な社会を築き上げることは可能か」と問いかけ、その多元社会の安定には「重なり合う合意（オーバーラッピング・コンセンサス）」という考え方を使用し、最低限の共通基盤を維持することで、安定した状態で共存できるとし、その共通基盤の核として「公正としての正義」を置いた。
ロールズの主張は、アメリカ社会の新たな形の分裂に対してリベラル側から回答を試みたもので、その回答は「アメリカの理念に立ち返っていく」ということであり、ある意味では保守的であった。

### 教育者による支持
アメリカ合衆国の教育機関における教員の政治的傾向の調査によれば、リベラルは保守より優勢であり、特に大学でこの傾向が強く、大学の人文学専攻での割合は共和党支持者1人に対して民主党支持者5人、社会科学系では共和党支持者1人に対して民主党支持者8人にのぼった。アメリカの四年制大学の教授を対象とした調査では、50%が民主党、39%が支持政党なし、11%が共和党支持で、二年制大学を含む全大学教授を対象とした調査では、51%が民主党、35%が支持政党なし、14%が共和党だった。リベラル優勢の傾向は、エリート校になるにつれ高まり、四年制のリベラルアーツ系大学と博士課程を持つエリート大学の方が、コミュニティカレッジよりも、リベラルの割合が高い。また、K-12（幼稚園から高校）の教育でも同様で、K-12の公立校の先生の支持政党は、45%が民主党、30%が共和党、25%が支持政党なしという結果だった。
|                            | 民主党 | 共和党 | 支持政党なし |
| -------------------------- | ------ | ------ | ------------ |
| 四年制大学教員             | 50%    | 11%    | 39%          |
| 二年制大学を含む全大学教員 | 51%    | 14%    | 35%          |
| K-12（幼稚園から高校）教員 | 45%    | 30%    | 25%          |